# Slaget vid Mönninvaara
Slaget vid Mönninvaara var ett slag under finska kriget 1808–1809. Slaget stod mellan svenska och ryska styrkor den 31 juli 1808 vid Mönninvaara. 

## Bakgrund
Efter att den svenska reträtten norrut avstannat återerövrade den 5:e brigaden under överste Johan August Sandels stora delar av Savolax och Karelen. Vid denna tid hade en karelsk bondehär under befäl av Olli Tiainen redan blivit uppsatt, men det var först när en rysk styrka under befäl av Ilja Ivanovitj Alexejeff invaderade Karelen söderifrån som bondeupproret inleddes. Tiainen rodde då sin bondehär söder över Pielisjärvis och besatte den 30 juli Mönninvaara. Redan den 31 juli anlände dock en 200 man stark rysk styrka.

## Slaget
Tiainen delade upp sin här i rågfälten och småskogarna kring vägen. När de ryska styrkorna ankom blev de anfallna av de karelska bönderna som fällde flertalet ryssar. De ryska styrkorna lyckades förflytta sig av den inklämda vägen men de karelska bönderna fortsatte sitt anfall och ryssarna flydde efter att ha antänt en gård.